# Mary Evans
Mary Evans (geb. Lander; * 5. Mai 1936 in Hendon (London); † 29. Juni 2010 in Greenwich (London)) war eine britische Archivarin, Autorin und Mitbegründerin des nach ihr benannten Bildarchivs Mary Evans Picture Library in London.

## Leben
Caroline Mary Forbes Lander wurde als jüngste von vier Schwestern im Londoner Stadtteil Hendon geboren. Ihr Vater, Digby Forbes Lander, war Buchhalter in einem Flugzeugwerk, später Angestellter der Cable & Wireless Company. Die Familie lebte in Berkhamsted, bevor sie nach Südrhodesien (heute Simbabwe) zog, als Mary sieben Jahre alt war. Dort besuchte sie die Highschool in Salisbury (heute Harare). Als sie 14 Jahre alt war, zog die Familie zurück nach Berkhamsted, wo sie ihre Schulbildung fortsetzte. Sie soll eine versierte Pianistin und Aquarellmalerin gewesen sein. In ihren späten Teenager-Jahren lernte sie Hilary Agard Evans auf einer Party kennen. Mit ihm begann sie Bücher und Bilder zu sammeln und besuchte Buch- und Ephemera-Messen in ganz Europa, wobei ihr Interesse besonders der Kinderliteratur und Illustrationen des Viktorianischen Zeitalters galt. Am 31. März 1956 heirateten sie. Aufgrund ihrer wachsenden Sammlung ließen sie sich in einem viktorianischen Haus am Rande von Blackheath nieder, wo sie bis zu ihrem Tod lebten.

## Werk
Mit ihrer Sammlung gründeten sie 1964 in ihrem Haus in Blackheath die Mary Evans Picture Library, heute eines der führenden Bildarchive in Großbritannien, das Mary Evans zunächst allein betrieb, während Hillary Evans seinem Beruf als Werbetexter nachging.
Das Archiv umfasst eine umfangreiche Sammlung historischer Fotografien, Illustrationen und Kunstdrucke aus verschiedenen Epochen und Themenbereichen und ist eine wichtige Quelle für Forscher, Verlage und Autoren. Mary und Hilary Evans kuratierten das Bildmaterial, das sie später auch digitalisierten, um es für die breite Öffentlichkeit zugänglich zu machen. Mary Evans Gespür für Bilder war gepaart mit einem ausgeprägten Geschäftssinn. Während in den 1970er Jahren private Bildagenturen ihre Geschäfte aufgaben oder an Konzerne verkauft wurden, bestand die Mary Evans Picture Library fort. Das Archiv wuchs organisch, ohne einen Bankkredit aufzunehmen oder irgendeine Art von Geschäftszuschuss zu erhalten. Im ersten Jahr erzielte es einen Gewinn von 75 Pfund Sterling. Fünfzig Jahre später beschäftigte es vierzehn Mitarbeiter und setzte jährlich mehr als 1 Million Pfund um. Die Website enthält eine halbe Million Bilder.
Mary Evans schrieb daneben Kurzgeschichten. Mit Hilary Evans arbeitete sie an mehreren Büchern, die mit Bildern illustriert waren, die sie erworben hatten. Darunter waren The Party That Lasted 100 Days. The Late Victorian Season. A Social Study (1976) und The Man Who Drew the Drunkard’s Daughter. The Life and Art of George Cruikshank (1978). Sie gaben auch das Picture Researchers' Handbook gemeinsam heraus, das in mehreren Auflagen erschien und laut der britischen Zeitung The Guardian zum maßgeblichen Leitfaden für globale Bildquellen geworden ist.
2007 wurde Mary Evans von der British Association of Picture Libraries and Agencies für ihr Lebenswerk ausgezeichnet.
In den letzten Lebensjahren litt sie an der Alzheimer-Krankheit; sie starb mit 74 Jahren in einem Pflegeheim in Greenwich.

## Veröffentlichungen
Mit Hilary Evans
- Sources of illustration, 1500-1900, Adams & Dart, London 1971, ISBN 978-0-239-00095-8.
- The Victorians at home and at work. As illustrated by themselves, David & Charles, Exeter 1973, ISBN 978-0-7153-5804-7
- Hero on a Stolen Horses. The Highwayman and His Brothers-In-Arms, the Bandit and the Bushranger, F. Muller, London 1977, ISBN 978-0-584-10340-3
- The party that lasted 100 days. The late Victorian Season. A social study, MacDonald & Jane’s Publishers, London 1976, ISBN 978-0-356-08363-6
- The Man Who Drew the Drunkard’s Daughter. The Life and Art of George Cruikshank, F. Muller, London 1978, ISBN 978-0-584-10259-8
- Hrsg.: Picture Researcher’s Handbook. An Internation Guide to Picture Sources and How to Use Them, 4. Auflage, Routledge, London 1989, ISBN 978-0-7476-0038-1